# Benicia
Benicia – miasto w Stanach Zjednoczonych, w stanie Kalifornia, w hrabstwie Solano. Według spisu ludności przeprowadzonego przez United States Census Bureau w roku 2010, w Benicia mieszkało 26997 osób.